# Tragedia di Chodynka
La tragedia di Chodynka fu il risultato di un episodio di isteria collettiva che si verificò il 30 maggio 1896, nei campi di Chodynka, a Mosca, durante i festeggiamenti successivi all'incoronazione dello zar Nicola II. Circa 1400 persone morirono calpestate dalla folla.

## L'evento
Nicola II fu incoronato zar di Russia il 26 maggio 1896. Quattro giorni più tardi, un banchetto per il popolo venne fatto organizzare da Sergej Aleksandrovič Romanov nei pressi dei campi di Chodynka. All'interno di una piazza furono costruiti teatri, 150 buffet per la distribuzione di cibo e doni e 20 spacci pubblici di bevande. Vicino al luogo della celebrazione si trovava un campo con al proprio interno un burrone e numerosi fossi. La sera del 29 maggio circolò tra il popolo una voce che assicurava che il giorno seguente lo zar avrebbe provveduto a far distribuire ricchi doni (i quali, in realtà, consistevano in una pagnotta, un poco di salume, pan di zenzero e una tazza di birra). A quella notizia un gran numero di persone incominciò a riunirsi in loco.
Intorno alle 5 di mattina del giorno successivo alcune migliaia di persone (alcuni ritengono 500.000) erano già radunate all'interno del campo. Improvvisamente circolò tra il popolo una voce che sosteneva che non c'era abbastanza birra o regali per tutti, creando in tal modo le premesse per la tragedia. Una forza di polizia composta da 1.800 uomini non riuscì a mantenere l'ordine pubblico e a sfollare quanti si erano radunati. L'ondata di panico che si verificò non durò più di quindici minuti, nei quali 1 389 persone furono calpestate a morte e all'incirca 1 300 furono ferite.

## Ripercussioni
Nicola e Aleksandra non furono informati immediatamente della tragedia. Quando la notizia giunse loro, Nicola giudicò inopportuno presenziare quella sera al ballo in suo onore che si sarebbe dovuto svolgere all'ambasciata francese. Aveva maturato questa scelta per paura di apparire insensibile a fronte della tragedia che aveva colpito i suoi sudditi. Tuttavia gli zii paterni, fratelli minori di Alessandro III di Russia, che avevano una grande influenza a corte, riuscirono a convincerlo che il non presentarsi al ballo sarebbe stato un affronto verso Parigi, e che avrebbe comportato delle conseguenze molto più gravi rispetto a quella di apparire insensibile al suo popolo. Nonostante le morti, Nicola si recò al ballo convinto da tali consigli.
Il governo russo indennizzò le famiglie dei deceduti e degradò o radiò alcuni graduati presenti al momento della tragedia. Nei giorni successivi alla tragedia, il comportamento negligente delle autorità imperiali causò una grande indignazione all'interno della Russia e Konstantin Bal'mont ebbe a scrivere nel 1905 che "Chi inizia il proprio regno con la Chodynka lo finirà erigendosi il patibolo". Tale profezia si realizzò nel 1918, circa 22 anni più tardi, quando l'intera famiglia dello zar venne fucilata.